# کودای واتانابه
کودای واتانابه (انگلیسی: Kodai Watanabe؛ زادهٔ ۴ دسامبر ۱۹۸۶) بازیکن فوتبال اهل ژاپن است.